# Mixibius tibetanus
Espèce
Mixibius tibetanus est une espèce de tardigrades de la famille des Hypsibiidae.

## Distribution
Cette espèce est endémique du Tibet en Chine.

## Étymologie
Son nom d'espèce lui a été donné en référence au lieu de sa découverte, le Tibet.

## Publication originale
- Li & Li, 2008 : Two new species of Hypsibiidae (Tardigrada: Eutardigrada) from China. Proceedings of the Biological Society of Washington, vol. 121, no 1, p. 41-48.